# Districtul Pueai Noi
Pueai Noi (în thailandeză เปือยน้อย) este un district (Amphoe) din provincia Khon Kaen, Thailanda, cu o populație de 19.917 locuitori și o suprafață de 173,0 km².

## Componență
Districtul este subdivizat în 4 subdistricte (tambon), care sunt subdivizate în 32 de sate (muban).
| Nr. | Nume       | În thailandeză | Sate | Locuitori |
| --- | ---------- | -------------- | ---- | --------- |
| 1.  | Pueai Noi  | เปือยน้อย        | 07   | 4,468     |
| 2.  | Wang Muang | วังม่วง          | 08   | 6,359     |
| 3.  | Kham Pom   | ขามป้อม         | 10   | 5,443     |
| 4.  | Sa Kaeo    | สระแก้ว         | 07   | 3,647     |